# Yohdzonot
Yohdzonot es una población del estado de Yucatán, México, perteneciente al municipio de Ucú, ubicada en la parte nor-oeste de dicho estado peninsular. 

## Toponimia
El nombre (Yohdzonot) proviene del idioma maya.

## Datos históricos
- En 1995 cambia su nombre de Yokdzonot a Yohdzonot.

## Demografía
Según el censo de 2010 realizado por el INEGI, la población de la localidad era de 4 habitantes.
| 53                          | 7 | 3 | 3 | 3 | ? | 9 | ? | ? | ? | ? | 4 |
| (Fuente: INEGI [Consultar]) |   |   |   |   |   |   |   |   |   |   |   |